# یانی سارایاروی
یانی سارایاروی (فنلاندی: Jani Sarajärvi؛ زادهٔ ۹ سپتامبر ۱۹۷۹) بازیکن فوتبال اهل فنلاند بود.
از باشگاه‌هایی که در آن بازی کرده‌است می‌توان به باشگاه فوتبال نورشوپینگ، باشگاه فوتبال یارو، باشگاه فوتبال واسان پالوسئورا، و باشگاه فوتبال تورون پالوسئورا اشاره کرد.
وی همچنین در تیم ملی فوتبال فنلاند بازی کرده‌است.